# Сомерс, Тибо
Тибо Сомерс (нидерл. Thibo Somers; род. 16 марта 1999, Зёйенкерке, Фламандский регион) — бельгийский футболист, защитник клуба «Серкль Брюгге».

## Биография
Сомерс начал заниматься футболом в «Варсенаре», где его отец работал детским тренером. В восемь лет его заметили скауты «Серкль Брюгге» и пригласили на тренировку. Вскоре он перешёл в академию столичного клуба, где прошёл все стадии детского и юношеского футбола и дорос до первой команды. В июле 2019 года с ним был подписан полупрофессиональный контракт. 26 октября в выездной игре с «Генком» дебютировал в чемпионате Бельгии. Сомерс появился на поле на 76-й минуте, заменив Калвина Декёйпера.
Проведя несколько за основной состав, он произвёл хорошее впечатление на тренерский штаб и руководство клуба. В связи с этим в ноябре 2019 года с Сомерсом был подписан полноценный контракт, рассчитанный до лета 2021 года с возможностью продления. 7 декабря забил первый гол в карьере. В домашней игре с «Генком» он отличился на 65-й минуте с передачи Лайла Фостера.

## Личная жизнь
Родился в Зёйенкерке. Происходит из футбольной семьи. Его дедушка Гилберт и двоюродные дедушки Адриен, Рене и Роберт выступали за «Серкль Брюгге», отец Люк Сомерс является воспитанником клуба.

## Статистика выступлений
| Выступление      | Выступление      | Выступление      | Лига | Лига | Кубки | Кубки | Конт.кубки | Конт.кубки | Итого | Итого |
| Клуб             | Лига             | Сезон            | Игры | Голы | Игры  | Голы  | Игры       | Голы       | Игры  | Голы  |
| ---------------- | ---------------- | ---------------- | ---- | ---- | ----- | ----- | ---------- | ---------- | ----- | ----- |
| Серкль Брюгге    | Лига Жюпиле      | 2019/20          | 13   | 1    | 0     | 0     | —          | —          | 13    | 1     |
| Серкль Брюгге    | Итого            | Итого            | 13   | 1    | 0     | 0     | 0          | 0          | 13    | 1     |
| Всего за карьеру | Всего за карьеру | Всего за карьеру | 13   | 1    | 0     | 0     | 0          | 0          | 13    | 1     |